# Vlag van Oosterhuizen

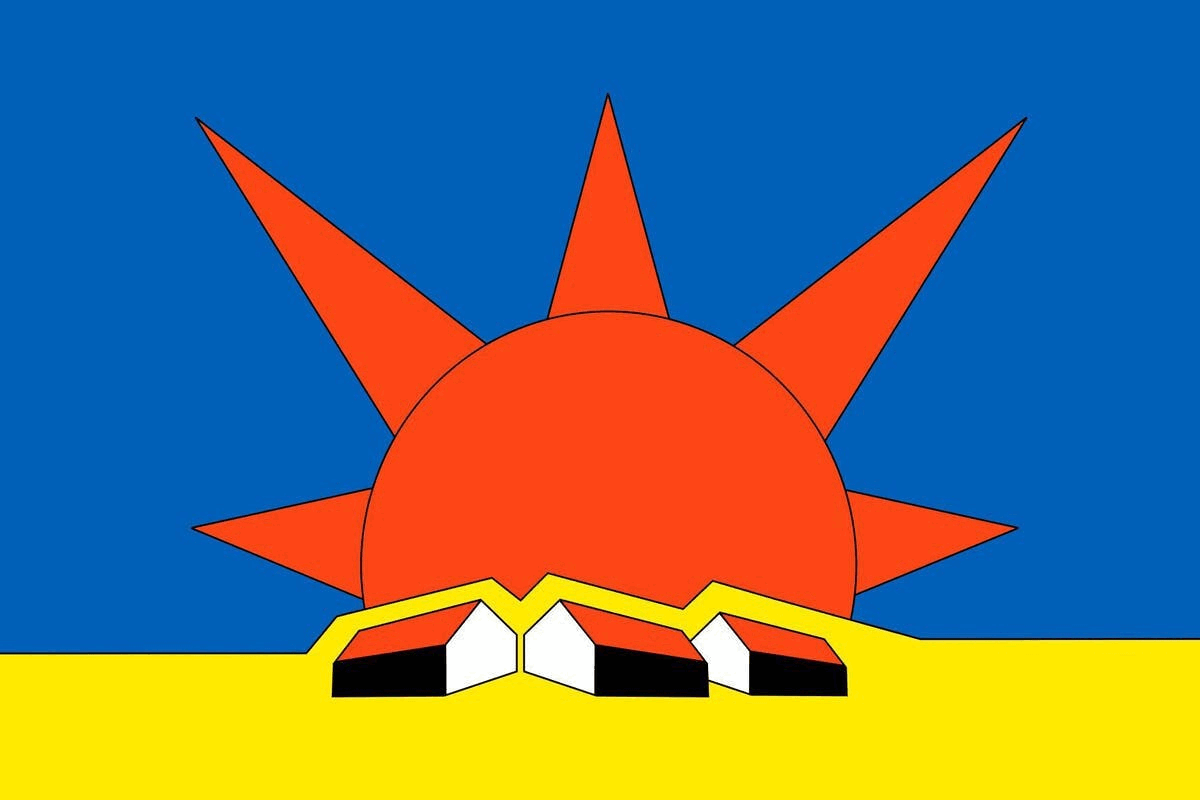
Dorpsvlag Oosterhuizen

De vlag van Oosterhuizen is de dorpsvlag van het Nederlandse dorp Oosterhuizen.
Het ontwerp van deze vlag is gemaakt door meester Bruins en zijn vrouw, eind jaren 1960. De vlag toont een gele horizon op een blauw veld. De kleur geel staat daarbij voor het graan en blauw voor de lucht. Op het midden van de vlag is een oranje zon afgebeeld. De zon staat in het oosten boven de huizen van het dorp, verbeeldt in drie gestileerde woningen.
Acquoy
· Beekbergen-Lieren
· Beemte Broekland
· Bemmel
· Bennekom
· Bredevoort
· Deil
· Doornenburg
· Ederveen
· Elden
· Emst
· Enspijk
· Epse
· Gameren
· Gellicum
· Groenlo
· Harskamp
· Herwijnen
· Heukelum
· Heveadorp
· Hoenderloo
· Kerkdriel
· Klarenbeek
· Kootwijkerbroek
· Laag-Keppel
· Lathum
· Leuvenum
· Loenen
· Loil
· Meteren
· Netterden
· Oosterhuizen
· Radio Kootwijk
· Rumpt
· Schaarsbergen
· Spijk
· Stroe
· Teuge
· Uddel
· Ugchelen
· Vaassen
· Vierhouten
· Voorthuizen
· Vredenburg/Kronenburg